# Philenora pteridopola
Philenora pteridopola är en fjärilsart som beskrevs av Turner 1922. Philenora pteridopola ingår i släktet Philenora och familjen björnspinnare. Inga underarter finns listade i Catalogue of Life.